# President d'Eslovàquia
El President d'Eslovàquia (en eslovac: Prezidentov Slovenska) és el cap d'estat d'Eslovàquia.

## Presidents d'Eslovàquia (1939-1945)
|    | President  | President  | Inici del mandat     | Fi del mandat     | Partit |
| -- | ---------- | ---------- | -------------------- | ----------------- | ------ |
| 1. | Jozef Tiso | Jozef Tiso | 26 d'octubre de 1939 | 3 d'abril de 1945 | SLS    |

## Presidents d'Eslovàquia (1993-actualitat)
|         | President                                  | President                                  | Inici del mandat                           | Fi del mandat        | Partit                  |
| ------- | ------------------------------------------ | ------------------------------------------ | ------------------------------------------ | -------------------- | ----------------------- |
| -       | Vladimír Mečiar (Interí)                   | Vladimír Mečiar (Interí)                   | 1 de gener de 1993                         | 2 de març de 1993    | HZDS                    |
| 2. (1.) | Michal Kováč                               | Michal Kováč                               | 2 de març de 1993                          | 2 de març de 1998    | HZDS                    |
| -       | Vladimír Mečiar Ivan Gašparovič (Interins) | Vladimír Mečiar Ivan Gašparovič (Interins) | 2 de març de 1998                          | 30 d'octubre de 1998 |                         |
| -       | Mikuláš Dzurinda Jozef Migaš (Interins)    | Mikuláš Dzurinda Jozef Migaš (Interins)    | 30 d'octubre de 1998                       | 15 de juny de 1999   |                         |
| 3. (2.) | Rudolf Schuster                            | Rudolf Schuster                            | 15 de juny de 1999                         | 15 de juny de 2004   | SOP                     |
| 4. (3.) | Ivan Gašparovič                            | Ivan Gašparovič                            | 15 de juny de 2004                         | 15 de juny de 2014   | HZD                     |
| 5. (4.) | Andrej Kiska                               | Andrej Kiska                               | 15 de juny de 2014, actualment en funcions | 15 de juny de 2019   | Cap                     |
| 6. (5.) | Zuzana Čaputová                            | Zuzana Čaputová                            | 15 de juny de 2019, presidenta electa      |                      | Eslovàquia Progressista |